# Pain de Sucre (Meurthe-et-Moselle)
Pour les articles homonymes, voir Pain de Sucre.
Le Pain de Sucre est une butte-témoin du département de Meurthe-et-Moselle.

## Géographie

### Topographie

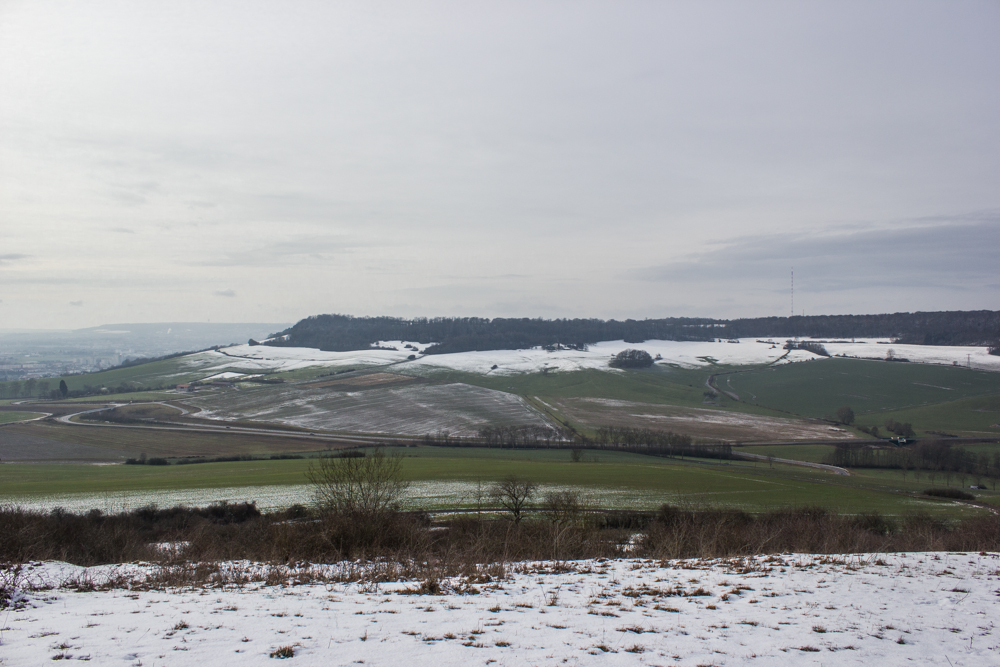
Panorama sur le plateau de Malzéville depuis le Pain de Sucre.

Le Pain de Sucre a une altitude maximum de 351 mètres. Il se situe sur les communes de Dommartin-sous-Amance, où se trouve son point culminant, et d'Agincourt.

### Géologie
Le sous-sol de la colline est essentiellement constitué de marnes d’âge toarcien et est couronné de minette.

### Faune et flore
Le Pain de Sucre est un endroit idéal pour observer en automne la migration des oiseaux : le merle à plastron et de nombreux turdidés sont observables durant la période de septembre-octobre. Le site abrite également le Laser à trois lobes et l'Orchis brûlé.

## Histoire
Au cours des deux guerres mondiales, les sommets entourant Nancy appelés Grand Couronné, dont le Pain de Sucre, formaient une ligne de défenses naturelles et revêtaient une importance stratégique.
Dans les débuts de la Première Guerre mondiale, du 4 au 13 septembre 1914, la bataille du Grand-Couronné s'est déroulée dans le secteur environnant cette butte.
Au cours de la Seconde Guerre mondiale, le Pain de Sucre fut le théâtre de violents combats du 16 au 20 septembre 1944,  lors de l'avancée des Alliées,.

## Activités

### Randonnée
Un sentier de randonnée permet de découvrir le site dans son ensemble et offre une vue sur les villages alentour et la campagne en contrebas.

### Protection environnementale
Le mont est inscrit en tant que zone naturelle d'intérêt écologique, faunistique et floristique (ZNIEFF) avec un superficie de 15 ha. 